# Win, lose or die
Win, Lose or Die är den åttonde romanen av John Gardner om Ian Flemings hemlige agent, James Bond. Den utkom första gången 1989 och har inte översatts till svenska.

## Handling
Den japanska oljetankern Son of Takashani utsätts för ett övertagningsförsök av välbeväpnade fallskärmshoppare. Försöket avvärjs, men det enda spåret till organisationen bakom är det sista ordet från en av attentatsmännen, "Win". En månad senare råkar en avlyssningscentral vid Medelhavet plocka upp ett samtal mellan två män som diskuterar attentatet och nästa del i planen. De båda är i toppen av terroristorganisationen BAST: Bassam Baradj, "The Viper" och Abou Hamarik, "The Man". Planen går ut på att  BAST ska placera en trojansk häst på "Birdnest Two", det vill säga den brittiska kryssaren Invincible. Eftersom Invincible ska stå värd för ett viktigt toppmöte tvingas chefen för brittiska underrättelsetjänsten, M, placera en man på Invincible för att avstyra det hela. James Bond återinsätts därför i flottan och får genomgå tester och fortbildning. Han tränas bland annat att köra en Harrier, men anfalls av en av de andra kursdeltagarna med en missil. Den andre kursdeltagaren försvinner sedan med sin Harrier. 
I eftermälet möter Bond Clover Pennington, en Wren (kvinnlig flottist), som visar sig ha svårt att hålla hemligheter om Bonds uppdrag. Bond bestämmer sig för att hålla henne nära för att kunna bevaka henne. Under tiden rekryterar BAST en anställd på Invincible genom att försätta honom i en komprometterande situation. 
Ett nytt avlyssnat samtal visar att BAST tänker använda sin medarbetare "The Cat", Saphii Bodai, för att attackera Bond under hans julledighet. Som motdrag tänker Bond och M försöka locka fram BAST genom att Bond firar jul öppet i en villa utanför Neapel. The Cat finns inte på några bilder, så när Bond möter Beatrice Maria da Ricci misstänker han henne för att vara The Cat. Hon kan dock presentera de rätta kodorden och efter det kommer de båda varandra närmare. Under en utflykt ser Bond att Clover Pennington är där. BAST gör två försök att tränga in i villans försvarszon och vid det andra tillfället sprängs Bonds bil och Beatrice dör. Bond förs till basen Northanger, där Pennington visar sig vara på rätt sida och Beatrice var ett sätt för The Cat att komma närmare Bond. Efter förhör och vila kan Bond åka vidare till Operation Landsea ombord Invincible. När Bond har åkt visar det sig att Northangers högsta befäl är Bassam Baradj och att övriga på Northanger tillhörde BAST.
På Invincible startas Operation Landsea, där Storbritanniens, USA:s och Sovjetunionens flotta ska genomföra en gemensam fullskalig övning med kryssare, ubåtar och helikoptrar. Amiraler från alla tre länderna finns ombord, liksom smärre styrkor. Snart mördas dock en amerikansk livvakt på en damtoalett och Bond får i uppdrag att utreda brottet för att se om Landsea eller toppmötet kommer att behöva avbrytas. Misstankarna faller snart på en Wren, Sarah Deeley, som visar sig sakna en akt hos brittiska underrättelsetjänsten. BAST lyckas stoppa och ersätta den förhörsledare som skickas, strax innan toppmötet ska börja. Toppmötet involverar den amerikanske presidenten George H. W. Bush, den brittiska premiärministern Margaret Thatcher och den ryske ledaren Michail Gorbatjov. Då saboteras fartyget av den utpressade militären. Den falske förhörsledaren attackerar Bond, men blir oskadliggjord av en kvinnlig rysk livvakt. 
Strax därpå kallar Bonds överordnade honom till en näraliggande ö, där USA tidigare hade en bas, Rota. Där väntar Beatrice på honom. Hennes död var ett sätt att få BAST att visa sina avsikter. Nu berättar hon att de försöker spåra Bassam Baradj, ledaren för BAST, eftersom han har planer för de tre världsledarna. Bond återvänder till Invincible, men upptäcker att fartyget tagits över av de 15 kvinnliga flottisterna, som sövt ner resten av manskapet. De planerar att utpressa Storbritannien, USA och Sovjetunionen för att återlämna deras respektive ledare. Bond fångas in, men lyckas fly i en Harrier. Han återvänder med amerikanska och brittiska elitsoldater och tar tillbaka fartyget.
En tid därefter har de spårat Baradj till Gibraltar. Han flyr in i klippans inre, men blir dödad av Beatrice strax innan han hinner döda Bond. 

## Karaktärer (i urval)
- James Bond
- M
- Beatrice Maria da Ricci
- Clover Pennington
- Bassam "the Viper" Baradj
- Abou "the Man" Hamarik
- Nikki "the Rat" Ratnikov
- "Desperate" Dan Woodward
- Blackie Blackstone
- Michail Gorbatjov
- Margaret Thatcher
- George H.W. Bush

## Övrigt
Från och med den här romanen, har Bond befordrats från Commander till Captain. 